# Pseudotypotherium
Pseudotypotherium è un genere estinto di mammiferi notoungulati, appartenente ai tipoteri. Visse tra il Miocene superiore e il Pliocene superiore (circa 7 - 3 milioni di anni fa) e i suoi resti fossili sono stati ritrovati in Sudamerica.

## Descrizione
Questo animale, come tutti i tipoteri, doveva essere piuttosto simile a un roditore. Le dimensioni potevano avvicinarsi a quelle di una pecora, e quindi Pseudotypotherium è considerato uno dei più grossi tipoteri noti. È noto grazie a vari scheletri e crani, ed è quindi possibile ricostruirne abbastanza fedelmente l'aspetto. 
Studi compiuti da Patterson nel 1934 sulla specie Pseudotypotherium pseudopachygnathum hanno messo in luce alcune caratteristiche della parte posteriore del cranio e della regione otica. La bolla timpanica presentava una cresta inferiore appuntita, fusa anteriormente all'apofisi stiloide. Il foro uditivo esterno era grande e arrotondato, diretto obliquamente all'indietro e bordato inferiormente da una crista meati molto sviluppata. Il sinus epitimpanico era ben visibile in vista occipitale. L'osso mastoide assomigliava a una lama e si trovava sopra l'occipitale. La cavità timpanica era dello stesso tipo di quella di altri tipoteri più basali, come Protypotherium, mentre il sinus ipotimpanico era interamente in posizione ventrale. La parete mesiale era spessa e riempita di un fine tessuto spugnoso. Non era presente alcuna chiusura orizzontale a separare la cavità timpanica.

## Classificazione
Il genere Pseudotypotherium venne descritto per la prima volta da Florentino Ameghino nel 1904, sulla base di resti fossili ritrovati in Argentina in terreni del Pliocene superiore. Tra le specie più note vi sono P. pseudopachygnathum, P. bravardi e P. pulchrum, del Pliocene superiore, e le più antiche P. subinsigne e P. carhuense del Miocene superiore. Fossili attribuiti a Pseudotypotherium sono stati ritrovati anche in Bolivia.
Pseudotypotherium è un tipico rappresentante dei tipoteri, un gruppo di notoungulati che nel corso della loro evoluzione svilupparono indipendentemente numerose caratteristiche anatomiche affini a quelle dei roditori, andando verosimilmente a occupare numerose nicchie ecologiche che negli altri continenti erano appannaggio di questi ultimi. Pseudotypotherium, in particolare, è un rappresentante della famiglia Mesotheriidae, che include i tipoteri più specializzati.